# Tafersit
Tafersit  es una comuna de Marruecos situada en la provincia de Driuch, región Oriental. Según el censo del año 2014 contaba con una población de 9133 habitantes.

## Historia
En sus alrededores tuvieron lugar diferentes enfrentamientos bélicos entre las tropas españolas y las marroquíes durante la guerra del Rif, uno de ellos la toma de la posición de Peña Tahuarda en la que falleció el teniente coronel Rafael de Valenzuela y Urzaiz y cuarenta de los hombres a su mando.